# Tomé Pires
Tomé Pires (Lisbona, 1465 circa – Cina, 1524 o 1540) è stato un diplomatico, esploratore e speziale portoghese che visse dal 1512 al 1515 nella Malacca portoghese subito dopo la conquista portoghese, quando gli europei erano appena giunti nel Sud-est asiatico.
Dopo le difficili esperienze in India e nelle Indie Orientali, guidò la prima ambasciata ufficiale di una nazione europea in Cina dal XIV secolo (dal Portogallo all'imperatore della Cina, Zhengde, durante la dinastia Ming), dove morì.
Pires era speziale dello sfortunato principe Alfonso, figlio di re Giovanni II del Portogallo. Si recò in India nel 1511 dopo aver ricevuto la nomina a "mercante di spezie", i prodotti orientali che rappresentavano il principale bene commerciato lungo la "Rotta delle spezie". In Malacca e Kochi raccolse e documentò vivamente informazioni provenienti dalla zona della Malaysia-Indonesia, e visitò personalmente Giava, Sumatra (le due isole dominanti dell'attuale Indonesia) e le Molucche.

## IlSuma Oriental
Dai suoi viaggi in Malesia-Indonesia trasse un libro sul commercio asiatico, il Suma Oriental que trata do Mar Roxo até aos Chins. Scrisse il libro in Malacca e in India tra il 1512 e il 1515, completandolo prima della morte di Alfonso de Albuquerque (dicembre 1515).
Si tratta della prima descrizione europea della Malesia e la più antica e ampia descrizione dell'est portoghese. È una raccolta di informazioni variegate: storia, geografia, etnografia, botanica, economia, commercio, ecc., comprese monete, pesi e misure. Pires fece attenzione a studiare l'accuratezza delle informazioni raccolte da mercanti, navigatori e da altri coi quali ebbe contatti. Questo le rende un attento osservatore, nonostante la sua prosa non fluida, superiore ad altri scrittori portoghesi del tempo. Il libro, concepito per essere un resoconto per Manuele I del Portogallo, e forse dovuto ad un incarico ricevuto a Lisbona prima della partenza, è considerato una delle più coscienziose fonti di prima mano per lo studio della geografia e del commercio delle Indie del tempo, ed una delle più importanti fonti di studio per l'Islam contemporaneo in Indonesia. Nonostante non possa essere considerato privo di errori in ogni dettaglio, corrisponde alle prove che abbiamo del tempo e non fa grossi errori. I suoi rivali contemporanei sono il più famoso libro di Duarte Barbosa e, in seguito, quello di Garcia de Orta.
Il Suma Oriental, inedito e forse perso negli archivi fino al 1944, comprende anche le prime fonti scritte sulle 'isole delle spezie' di Banda nelle Molucche, le isole che per prime attirarono gli europei in Indonesia. Il suo dettaglio "non fu superato, per molti aspetti, per oltre un secolo o due", disse il suo editore moderno, Armando Cortesão. Il Suma Oriental è contenuto in un manoscritto a lungo perduto a Parigi. Esistono ancora quattro lettere scritte da Pires, oltre a numerosi riferimenti alla sua opera da parte dei contemporanei, compresa una lettera di Albuquerque al re del 30 novembre 1513.
Pires cita nel manoscritto numerose città Tamil di Ceylon, che visitò durante i suoi viaggi, comprese Kali, Nigumbo, Celabão e Tenavarque, che ospitava il famoso complesso templare del Tenavarai.

## Ambasciata in Cina del 1516
Nel 1516 Tomé Pires si recò a Canton (Guangzhou) con la flotta di Fernão Pires de Andrade per portare un'ambasciata di re Manuele I all'imperatore Zhengde della Cina. L'ambasciata non fu mai ricevuta dall'imperatore a causa di numerose battute d'arresto, compresi i sospetti dei cinesi ed il complotto organizzato dal deposto sultano Mahmud Shah dopo la conquista portoghese di Malacca nel 1511. L'ambasciata finì in disgrazia e alcuni membri furono uccisi dando il via ad un periodo di tre decenni di persecuzione dei portoghesi in Cina. Si pensa che Tomé Pires sia morto in Cina nel 1524 a causa di una malattia, nonostante secondo alcune fonti sarebbe vissuto fino al 1540 a Jiangsu, senza il permesso di lasciare la Cina.